# Kelp Island (ö i Falklandsöarna)
Kelp Island är en ö i territoriet Falklandsöarna (Storbritannien). Den ligger i den södra delen av ögruppen, 110 km sydväst om huvudstaden Stanley.